# Matovič-kormány
A Matovič-kormány Szlovákia négypárti koalíciós kormánya volt 2020. március 21. és 2021. március 30. között.

## Előzmények
A 2020-as szlovákiai parlamenti választást február 29-én az ideológiailag nehezen besorolható Egyszerű Emberek és Független Személyiségek (OĽaNO) nevű párt nyerte korrupcióellenes kampánnyal. Az államfő, Zuzana Čaputová Igor Matovičot az OĽaNO elnökét kérte fel kormányalakításra, aki koalíciós megállapodást kötött három másik párttal, a jobboldali, populista Család Vagyunkkal (SR), a jobboldali neoliberális, euroszkeptikus Szabadság és Szolidaritással (SaS), valamint a jobbközép, centrista liberális Az Emberekérttel (ZĽ). 2020. március 21-én az előző miniszterelnök, az ügyvezető Peter Pellegrini benyújtotta lemondását, az államfő pedig kinevezte az új szlovák kormány tagjait.

## A kormány összetétele
A Matovič-kormányt 2020. március 21-én nevezte ki Zuzana Čaputová köztársasági elnök, összetétele:
| Név | Hivatal kezdete   | Hivatal vége      | Párt                                 | Megjegyzés |
| Miniszterelnök                                                                                            | Miniszterelnök    | Miniszterelnök    | Miniszterelnök                       | Miniszterelnök |
| --- | ----------------- | ----------------- | ------------------------------------ | --- |
| Igor Matovič                                                                                              | 2020. március 21. | 2021. március 30. | OĽaNO                                | pártelnök |
| Gazdasági miniszter (egyben gazdaságért miniszterelnök-helyettes)                                         |                   |                   |                                      | |
| Richard Sulík                                                                                             | 2020. március 21. | 2021. március 23. | SaS                                  | pártelnök |
| Andrej Doležal                                                                                            | 2021. március 23. | 2021. március 30. | független, a Család Vagyunk jelöltje | ideiglenesen mint közlekedési miniszter |
| Jogalkotásért és stratégiai tervezésért felelős miniszterelnök-helyettes                                  |                   |                   |                                      | |
| Štefan Holý                                                                                               | 2020. március 21. | 2021. március 30. | Család Vagyunk                       | |
| Régiófejlesztésért, beruházásokért és digitalizációrt felelős miniszter (egyben miniszterelnök-helyettes) |                   |                   |                                      | |
| Veronika Remišová                                                                                         | 2020. március 21. | 2021. március 30. | Az Emberekért                        | pártelnök; 2020. július 1-től miniszter |
| Pénzügyminiszter (egyben miniszterelnök-helyettes)                                                        |                   |                   |                                      | |
| Eduard Heger                                                                                              | 2020. március 21. | 2021. március 30. | OĽaNO                                | |
| Belügyminiszter                                                                                           |                   |                   |                                      | |
| Roman Mikulec                                                                                             | 2020. március 21. | 2021. március 30. | OĽaNO                                | |
| Egészségügyi miniszter                                                                                    |                   |                   |                                      | |
| Marek Krajčí                                                                                              | 2020. március 21. | 2021. március 12. | OĽaNO                                | |
| Eduard Heger                                                                                              | 2021. március 12. | 2021. március 30. | OĽaNO                                | ideiglenesen mint pénzügyminiszter |
| Védelmi miniszter                                                                                         |                   |                   |                                      | |
| Jaroslav Naď                                                                                              | 2020. március 21. | 2021. március 30. | OĽaNO                                | |
| Mezőgazdasági és vidékfejlesztési miniszter                                                               |                   |                   |                                      | |
| Ján Mičovský                                                                                              | 2020. március 21. | 2021. március 30. | OĽaNO                                | |
| Környezetvédelmi miniszter                                                                                |                   |                   |                                      | |
| Ján Budaj                                                                                                 | 2020. március 21. | 2021. március 30. | OĽaNO                                | |
| Kulturális miniszter                                                                                      |                   |                   |                                      | |
| Natália Milanová                                                                                          | 2020. március 21. | 2021. március 30. | OĽaNO                                | |
| Közlekedési és építésügyi miniszter                                                                       |                   |                   |                                      | |
| Andrej Doležal                                                                                            | 2020. március 21. | 2021. március 30. | független, a Család Vagyunk jelöltje | |
| Munkaügyi, szociális és családügyi miniszter                                                              |                   |                   |                                      | |
| Milan Krajniak                                                                                            | 2020. március 21. | 2021. március 17. | Család Vagyunk                       | |
| Andrej Doležal                                                                                            | 2021. március 17. | 2021. március 30. | független, a Család Vagyunk jelöltje | ideiglenesen mint közlekedési miniszter |
| Külügyminiszter                                                                                           |                   |                   |                                      | |
| Richard Sulík                                                                                             | 2020. március 21. | 2020. április 8.  | SaS                                  | Ivan Korčok külföldről tért vissza Szlovákiába, így a Covid19 világjárvány miatt karanténba kellett vonulnia, ezalatt Richard Sulík vezette a tárcát |
| Ivan Korčok                                                                                               | 2020. április 8.  | 2021. március 25. | független, a SaS jelöltje            | Ivan Korčok külföldről tért vissza Szlovákiába, így a Covid19 világjárvány miatt karanténba kellett vonulnia, ezalatt Richard Sulík vezette a tárcát |
| Jaroslav Naď                                                                                              | 2021. március 25. | 2021. március 30. | OĽaNO                                | ideiglenesen mint védelmi miniszter |
| Oktatási, tudományos, kutatási és sportminiszter                                                          |                   |                   |                                      | |
| Branislav Gröhling                                                                                        | 2020. március 21. | 2021. március 25. | SaS                                  | |
| Eduard Heger                                                                                              | 2021. március 25. | 2021. március 30. | OĽaNO                                | ideiglenesen mint pénzügyminiszter |
| Igazságügy-miniszter                                                                                      |                   |                   |                                      | |
| Mária Kolíková                                                                                            | 2020. március 21. | 2021. március 23. | Az Emberekért                        | |
| Veronika Remišová                                                                                         | 2021. március 23. | 2021. március 30. | Az Emberekért                        | ideiglenesen mint régiófejlesztésért, beruházásokért és digitalizációrt felelős miniszter                                                            |

## Működése
A kormány legfőbb tevékenysége az országot átható korrupció és kibontakozó koronavírus-járvány elleni küzdelem volt. Számos ügyész, bíró, rendőri és titkosszolgálati vezető ellen indult eljárás. Felgöngyölítették a Kuciak-gyilkosság részleteit is. Matovič népszerűsége a járvány alatt lecsökkent.

## Bukása
2021 februárjában a koronavírus-járvány alatt több más országhoz hasonlóan Szlovákia is kevés nyugat-európai oltóanyagot kapott a közös EU-s beszerzésből. Pótmegoldásként – Magyarországhoz hasonlóan – Igor Matovič miniszterelnök az orosz Szputnyik V vakcina beszerzése mellett döntött, amelyet azonban nem vizsgált be az Európai Gyógyszerügynökség (EMA). Richard Sulík (SaS) gazdasági miniszter ellenezte a beszerzést, ezért a koalícióból való távozással fenyegetőzött. Több miniszter lemondott. Előrehozott választást nem akartak, mert azt a közvélemény-kutatások szerint az ellenzéki Hang – Szociáldemokrácia nyerte volna, így végül a kormányfő 2021. március 28-án bejelentette, hogy hajlandó lemondani, amit Čaputová államfő március 30-án elfogadott. A pártelnök Matovič az új kormányban is benne maradt, pozíciót cserélt a pártjához tartozó Eduard Heger pénzügyminiszterrel.